# Malinovo (okres Senec)
Malinovo (Hongaars: Éberhárd) is een Slowaakse gemeente in de regio Bratislava, en maakt deel uit van het district Senec.
Malinovo telt in 2011 circa 1800 inwoners, waarvan een derde etnisch Hongaar is.
In de geschiedenis is de gemeente vooral Hongaarstalig totdat het gebied onderdeel wordt van Tsjecho-Slowakije in 1920. Vanaf dat moment is er sprake van een Slowakisering. In 1920 telde de gemeente nog 891 inwoners waarvan er 866 Hongaarstalig zijn. Tien jaar later hebben zich ruim 400 Slowaken gevestigd en is de verdeling als volgt: 1217 inwoners. 696 Hongaren en 487 Slowaken. In de tweede wereldoorlog komt de gemeente weer in Hongaarse handen en vluchten de Slowaken. Na het einde van de Tweede Wereldoorlog keren de Slowaken terug. Tot het begin van de jaren '90 behielden de Hongaren hun meerderheid. Sindsdien is het dorp een geliefde vestigingsplek voor forensen die in Bratislava werken. In 2011 zijn de Slowaken 1158 personen sterk, de Hongaren vormen nu een minderheid met 625 personen.
Bernolákovo · Blatné · Boldog · Čataj · Dunajská Lužná · Hamuliakovo · Hrubá Borša · Hrubý Šúr · Hurbanova Ves · Chorvátsky Grob · Igram · Ivanka pri Dunaji · Kalinkovo · Kaplna · Kostolná pri Dunaji · Kráľová pri Senci · Malinovo · Miloslavov · Most pri Bratislave · Nová Dedinka · Nový Svet · Reca · Rovinka · Senec · Tomášov · Tureň · Veľký Biel · Vlky · Zálesie